# Gran Premi dels Estats Units del 1968
Resultats del Gran Premi dels Estats Units de Fórmula 1 de la temporada 1968, disputat al circuit de Watkins Glen el 6 d'octubre del 1968.

## Resultats de la cursa
| Pos | No | Pilot                | Equip           | Voltes | Temps/ Retir.     | Pos. de sort. | Punts |
| --- | -- | -------------------- | --------------- | ------ | ----------------- | ------------- | ----- |
| 1   | 15 | Jackie Stewart       | Matra - Ford    | 108    | 2h 59' 20. 2      | 2             | 9     |
| 2   | 10 | Graham Hill          | Lotus - Ford    | 108    | + 24.68 s         | 3             | 6     |
| 3   | 5  | John Surtees         | Honda           | 107    | + 1 Volta         | 9             | 4     |
| 4   | 14 | Dan Gurney           | McLaren - Ford  | 107    | + 1 Volta         | 7             | 3     |
| 5   | 16 | Jo Siffert           | Lotus - Ford    | 105    | + 3 Voltes        | 12            | 2     |
| 6   | 2  | Bruce McLaren        | McLaren - Ford  | 103    | + 5 Voltes        | 10            | 1     |
| Ret | 22 | Piers Courage        | BRM             | 93     | Sense combustible | 14            |       |
| Ret | 1  | Denny Hulme          | McLaren - Ford  | 92     | Accident          | 5             |       |
| NC  | 19 | Lucien Bianchi       | Cooper - BRM    | 88     | No Classificat    | 20            |       |
| Ret | 3  | Jack Brabham         | Brabham - Repco | 77     | Motor             | 8             |       |
| Ret | 4  | Jochen Rindt         | Brabham - Repco | 73     | Motor             | 6             |       |
| Ret | 18 | Vic Elford           | Cooper - BRM    | 71     | Motor             | 17            |       |
| Ret | 8  | Pedro Rodríguez      | BRM             | 66     | Suspensions       | 11            |       |
| NC  | 17 | Jo Bonnier           | McLaren - BRM   | 62     | No Classificat    | 18            |       |
| Ret | 6  | Chris Amon           | Ferrari         | 59     | Bomba de l'aigua  | 4             |       |
| Ret | 21 | Jean-Pierre Beltoise | Matra           | 44     | Transmissió       | 13            |       |
| Ret | 9  | Bobby Unser          | BRM             | 35     | Motor             | 19            |       |
| Ret | 12 | Mario Andretti       | Lotus - Ford    | 32     | Embragatge        | 1             |       |
| Ret | 7  | Derek Bell           | Ferrari         | 14     | Motor             | 15            |       |
| NVS | 11 | Jackie Oliver        | Lotus - Ford    | 0      | No va sortir      |               |       |

## Altres
- Pole: Mario Andretti 1' 04. 20

- Volta ràpida: Jackie Stewart 1' 05. 22 (a la volta 52)